# Pales feredayi
Pales feredayi là một loài ruồi trong họ Tachinidae.